# Svartmaskad knottfågel
För fågelarten Conopophaga aurita, se kastanjebröstad knottfågel.
Svartmaskad knottfågel (Conopophaga melanops) är en liten tätting i familjen knottfåglar som är endemisk för Brasilien.

## Utseende
Svartmaskad knottfågel är en liten (11,5 cm), knubbig fågel med kort stjärt. Könen skiljer sig tydligt åt. Hanen har svart ansikte och svarta kinder som kontrasterar mot en vit strupe och orange hjässa. Ovansidan är brunaktig och undersidan är blekgrå, mot vitt på buken och på flankerna beige. Honan är mer rödbrun ovan med vitt ögonbrynsstreck och en beige fläck på vingarna.

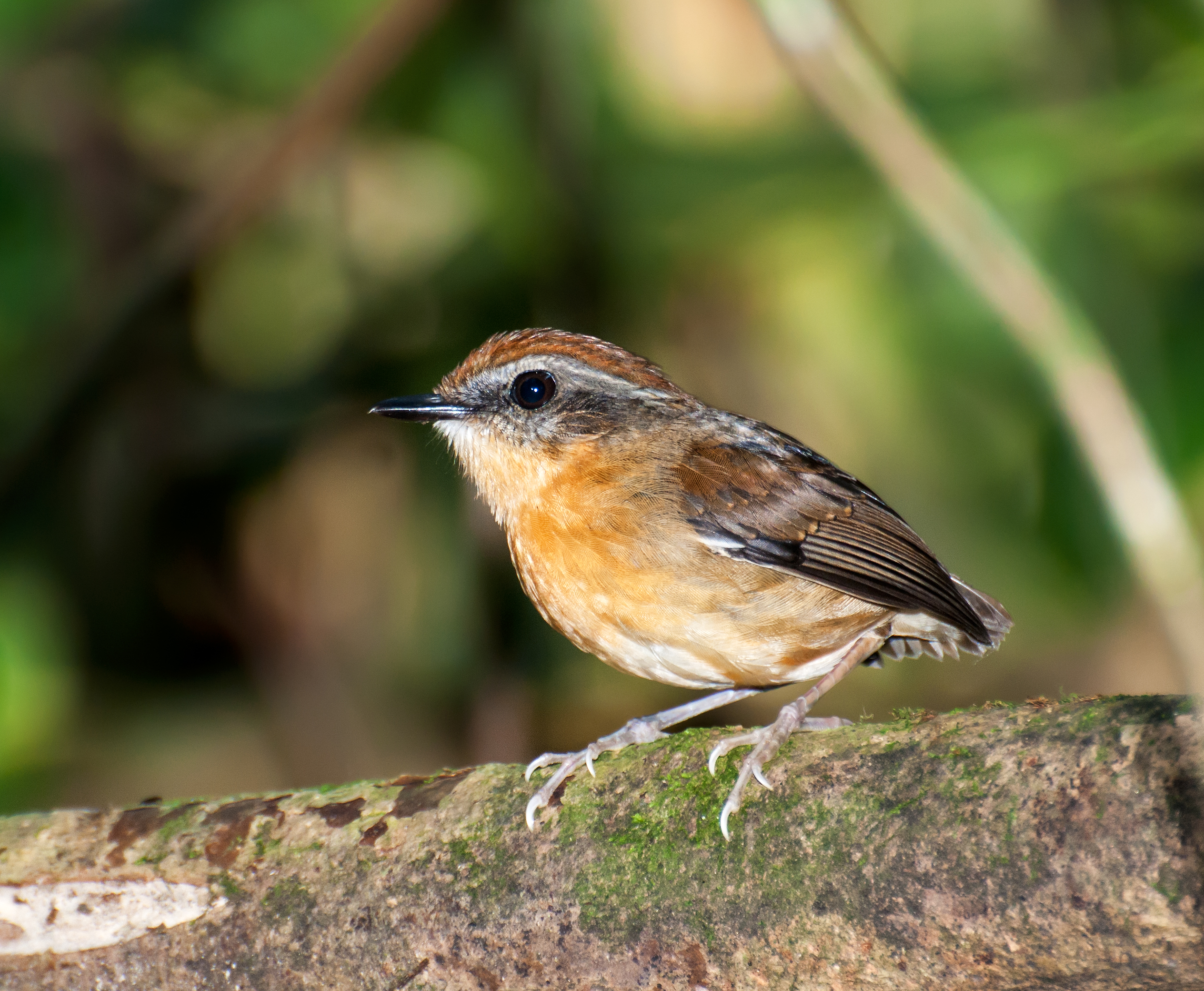
Hona svartmaskad knottfågel.

## Utbredning och systematik
Svartmaskad knottfågel delas in i tre underarter med följande utbredning:
- Conopophaga melanops nigrifrons – förekommer i kustnära nordöstra Brasilien (Paraíba till Alagoas)
- Conopophaga melanops perspicillata – förekommer i östra Brasilien (kusttrakter i Bahia och närliggande Sergipe)
- Conopophaga melanops melanops – förekommer i sydöstra Brasilien (Espírito Santo till Santa Catarina)

## Levnadssätt
Fågeln återfinns i subtropisk eller tropisk fuktig låglandsskog, där den ses i undervegetation och på marken. Trots sin praktfulla fjäderdräkt undgår den ofta upptäckt. Fågeln har ett monogamt häckningsbeteende och håller revir. Häckningen tar tre månader. Det plattformsliknande boet byggs på grenar eller ett palmbland nära marken. Den lägger två ägg.

## Status och hot
Arten har ett stort utbredningsområde och en stor population, men tros minska i antal till följd av habitatförstörelse, dock inte tillräckligt kraftigt för att den ska betraktas som hotad. Internationella naturvårdsunionen IUCN kategoriserar därför arten som livskraftig (LC). Världspopulationen har inte uppskattats men den beskrivs som ovanlig.